# Kujō Kanezane

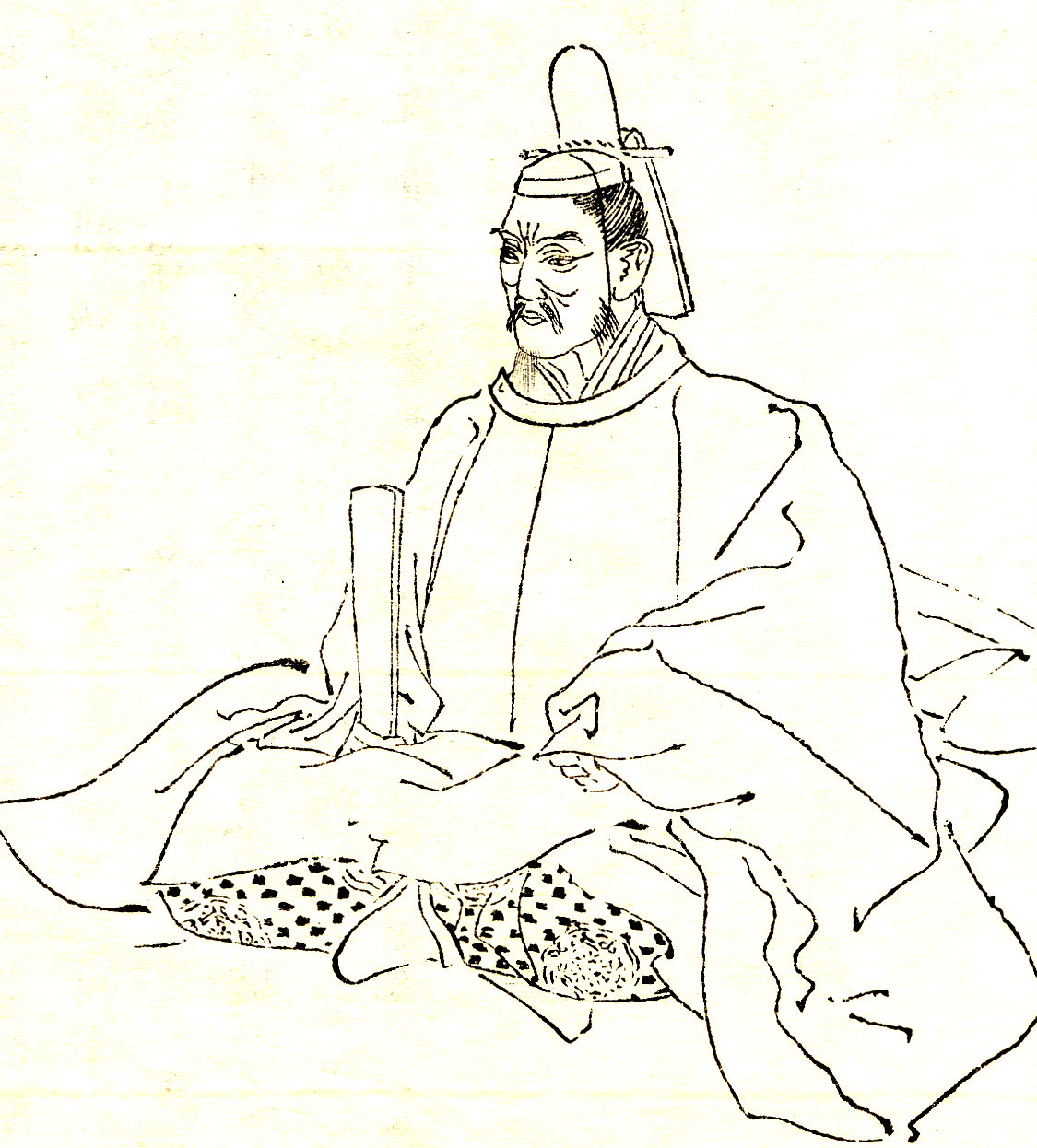
Kujō Kanezane

Kujō Kanezane (jap. 九条 兼実; * 1149; † 1207), auch Fujiwara no Kanezane (藤原 兼実), ist der Gründer der japanischen Kujō-Familie auf Anregung von Minamoto no Yoritomo. Einige Quellen geben auch Fujiwara no Morosuke (908–960) als Gründer des Clans an.
Kanezane organisierte die Zusammenstellung des Kitano Tenjin Engi, der illustrierten Geschichte des Kitano-Schreins. Im Alter von 38 Jahren wurde er Regent (Kampaku) für Kaiser Go-Toba und 1189 Großkanzler (Daijō Daijin). Sein Tagebuch ist unter dem Titel „Juwelen[gleiche] Blätter“ (玉葉, gyokuyō) überkommen.
Er war der Vater von Kujō Yoshitsune, der wie er Regent und Großkanzler wurde, jedoch bereits 1206 starb.
| Personendaten    | Personendaten                                                              |
| ---------------- | -------------------------------------------------------------------------- |
| NAME             | Kujō, Kanezane                                                             |
| ALTERNATIVNAMEN  | 九条 兼実 (japanisch); 藤原 兼実 (japanisch); Fujiwara no Kanezane         |
| KURZBESCHREIBUNG | Gründer der japanischen Kujō-Familie auf Anregung von Minamoto no Yoritomo |
| GEBURTSDATUM     | 1149                                                                       |
| STERBEDATUM      | 1207                                                                       |